# Scarabaeus ambiguus
Scarabaeus ambiguus är en skalbaggsart som beskrevs av Karl Henrik Boheman 1857. Scarabaeus ambiguus ingår i släktet Scarabaeus och familjen bladhorningar. Inga underarter finns listade i Catalogue of Life.

## Bildgalleri

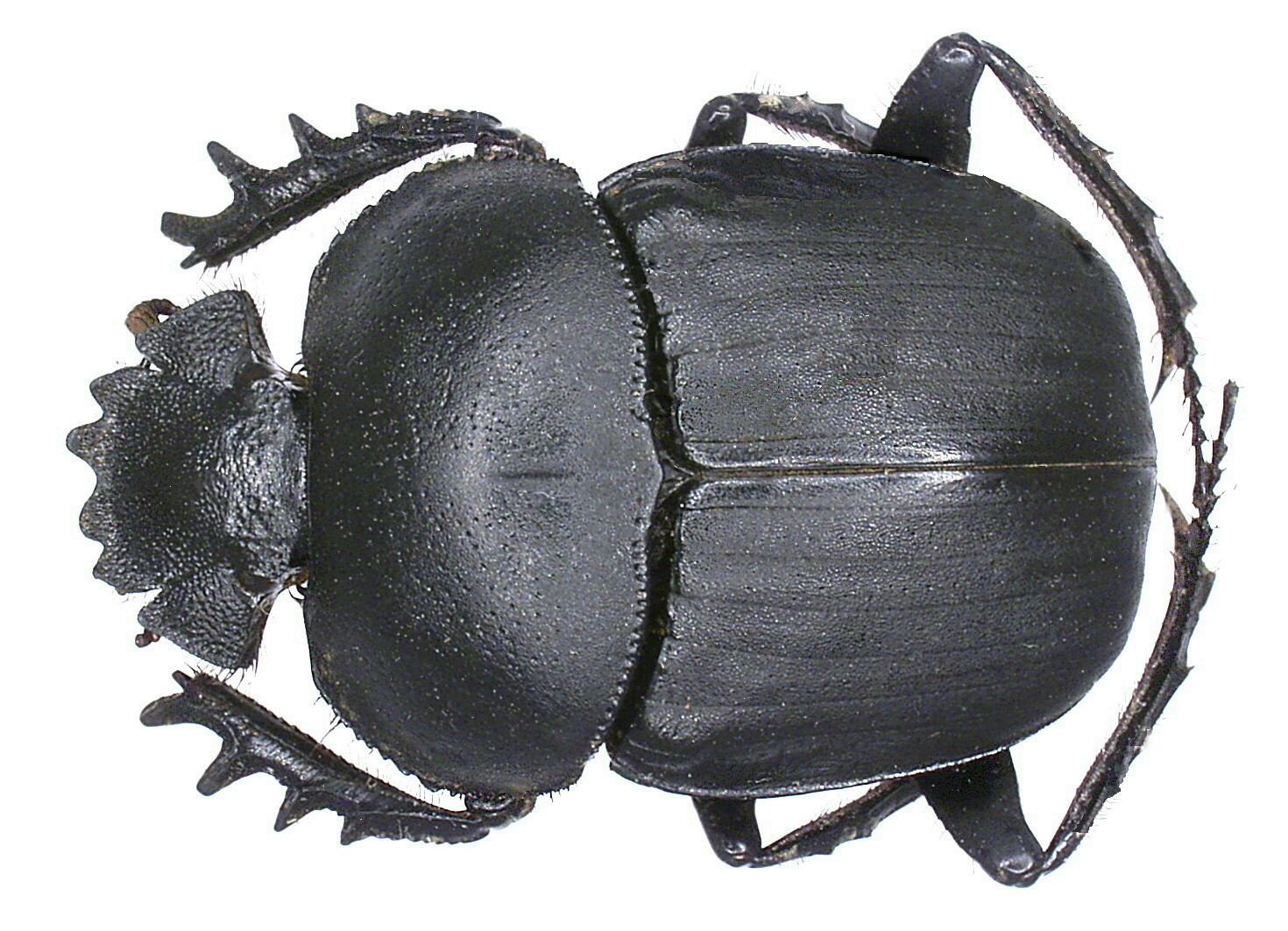